# Földessy Ödön
Földessy Ödön (Békés, 1929. július 1. – Budapest, 2020. június 9.) olimpiai bronzérmes, Európa-bajnok magyar atléta, távolugró.

## Pályafutása
1948-tól az UTE (Újpesti Torna Egylet), illetve az Újpesti Dózsa atlétája volt. 1950-től 1958-ig távolugróként szerepelt a magyar válogatottban. Az 1950-es években ő volt a magyar férfi távolugrás legeredményesebb sportolója. Az 1952. évi nyári olimpiai játékokon – két egyesült államokbeli versenyző mögött legjobb európaiként – 730 centiméteres eredménnyel a harmadik helyet szerezte meg. Háromszoros országos csúcstartó, 776 centiméteres legjobb egyéni eredményét 1953-ban érte el. Az 1954. évi berni Európa-bajnokságon 741 centiméteres eredménnyel lett Európa-bajnok. Az ugyanebben az évben rendezett budapesti főiskolai világbajnokságon a távolugrást 770 centiméteres eredménnyel nyerte. 
Részt vett az 1956. évi olimpián is, ahol 698 centiméterrel a selejtezőben kiesett. Kilenc magyar bajnokságot nyert, a bajnokságokon 1950-ben kezdődő győzelmi sorozatát csak Csányi György tudta 1956-ban egy évre megszakítani. Az aktív sportolástól 1959-ben vonult vissza.
1952 és 1957 között elvégezte a Rendőrtiszti Főiskolát, majd 1965-ben a Testnevelési Főiskolán tanári oklevelet szerzett. Az Egyesült Izzó sportmunkatársa, majd 1960-tól az ORFK sporttisztje, később a Közlekedési Osztály tisztje lett. 1987-ben alezredesi rangban nyugdíjazták.
1955-től 1960-ig felesége volt Marosi Paula olimpiai bajnok tőrvívó. Válását követően 1962-ben házasságot kötött Oláh Veronikával, amely 58 év után, az atléta halálával ért véget. Három gyermeke született: első házasságából 1956-ban Földessy Judit, míg második felesége két közös gyermeknek adott életet: Földessy Csaba 1966-ban, Földessy Csilla 1969-ben jött világra. Csaba volt válogatott atléta, Csilla aki 1994-ben végezte el a Testnevelési Egyetemet, jelenleg a Veres Pálné Gimnáziumban tanít.

## Sporteredményei
- távolugrásban:
  - olimpiai 3. helyezett (1952)
  - Európa-bajnok (1954)
  - főiskolai világbajnok (1954)
  - főiskolai világbajnoki 2. helyezett (1951)
  - angol bajnok (1954)
  - kilencszeres magyar bajnok (1950, 1951, 1952, 1953, 1954, 1955, 1957, 1958, 1959)
- futásban:
  - kétszeres magyar bajnok (4×100 m váltófutás: 1952, 1954)

## Díjai, elismerései
- Magyar Népköztársasági Sportérdemérem bronz fokozat (1951)[2]